# IY Весов
IY Весов (лат. IY Librae), HD 140124 — одиночная переменная звезда в созвездии Весов на расстоянии приблизительно 2225 световых лет (около 682 парсеков) от Солнца. Видимая звёздная величина звезды — от +8,01m до +7,9m.

## Характеристики
IY Весов — красный гигант, пульсирующая медленная неправильная переменная звезда (LB:) спектрального класса M0III.